# مرفق (آلية)

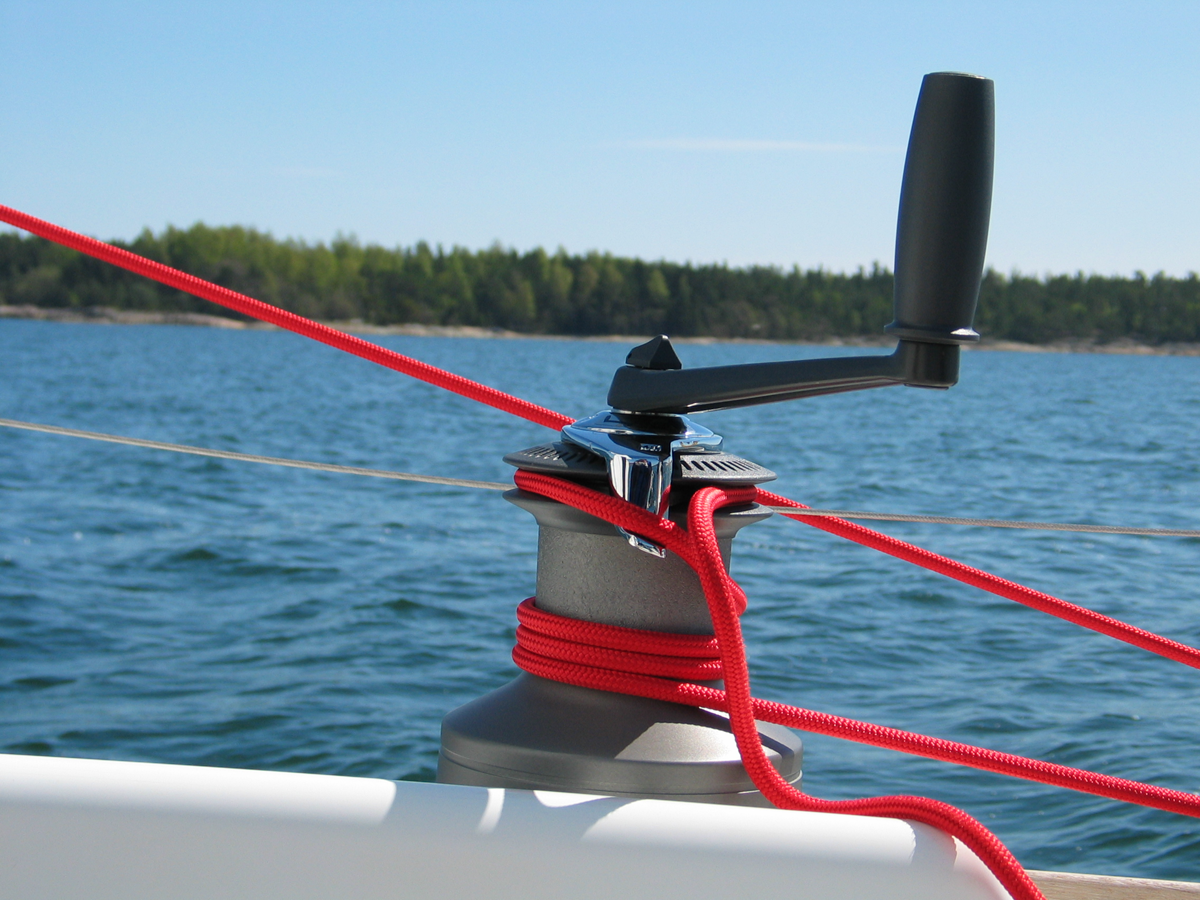
مرفق في مركب شراعي

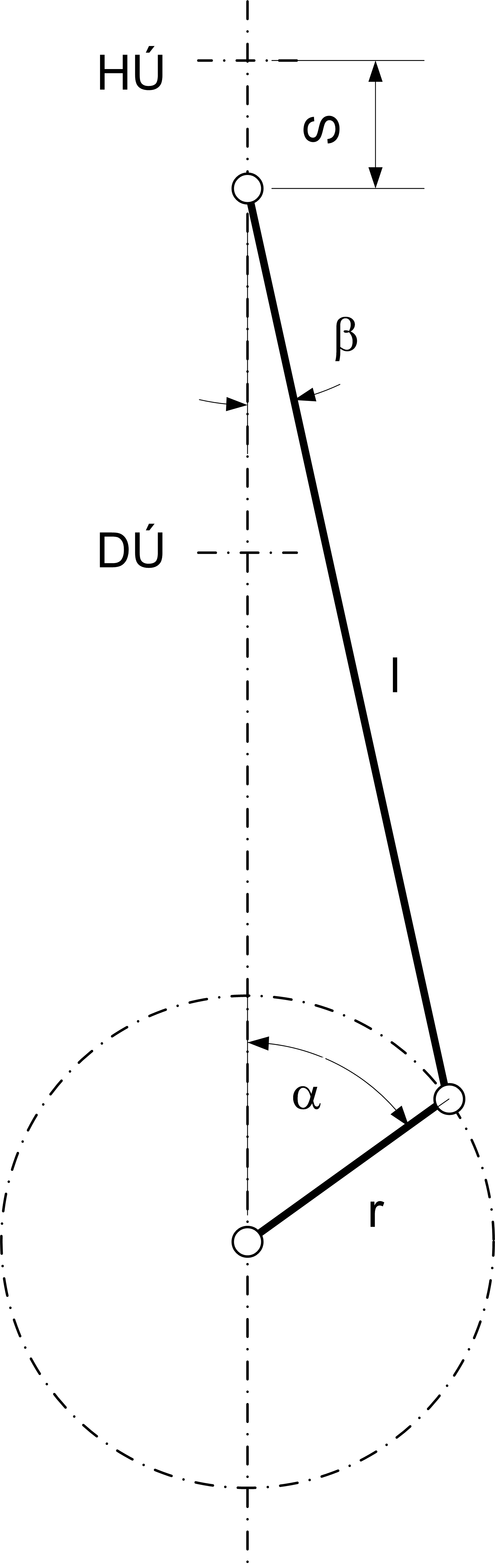

المِرْفَق أو ذراع التدوير أو الكَرَنْك (بالإنجليزية: crank)‏ (بالفرنسية: manivelle)‏ في علم الميكانيكا يطلق على القضبان التي تقوم بتحويل الحركة الدائرية إلى حركة خطية يمكن مشاهدة هذا النوع من المرافق في مدارات الرحى (المطاحن اليدوية), عمود نقل الحركة في السيارات وعجلة الدراجة الثنائية.

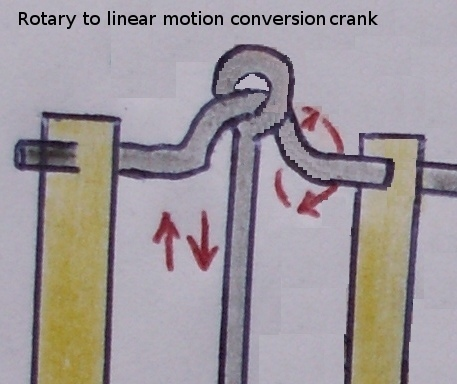
مرفق مركب

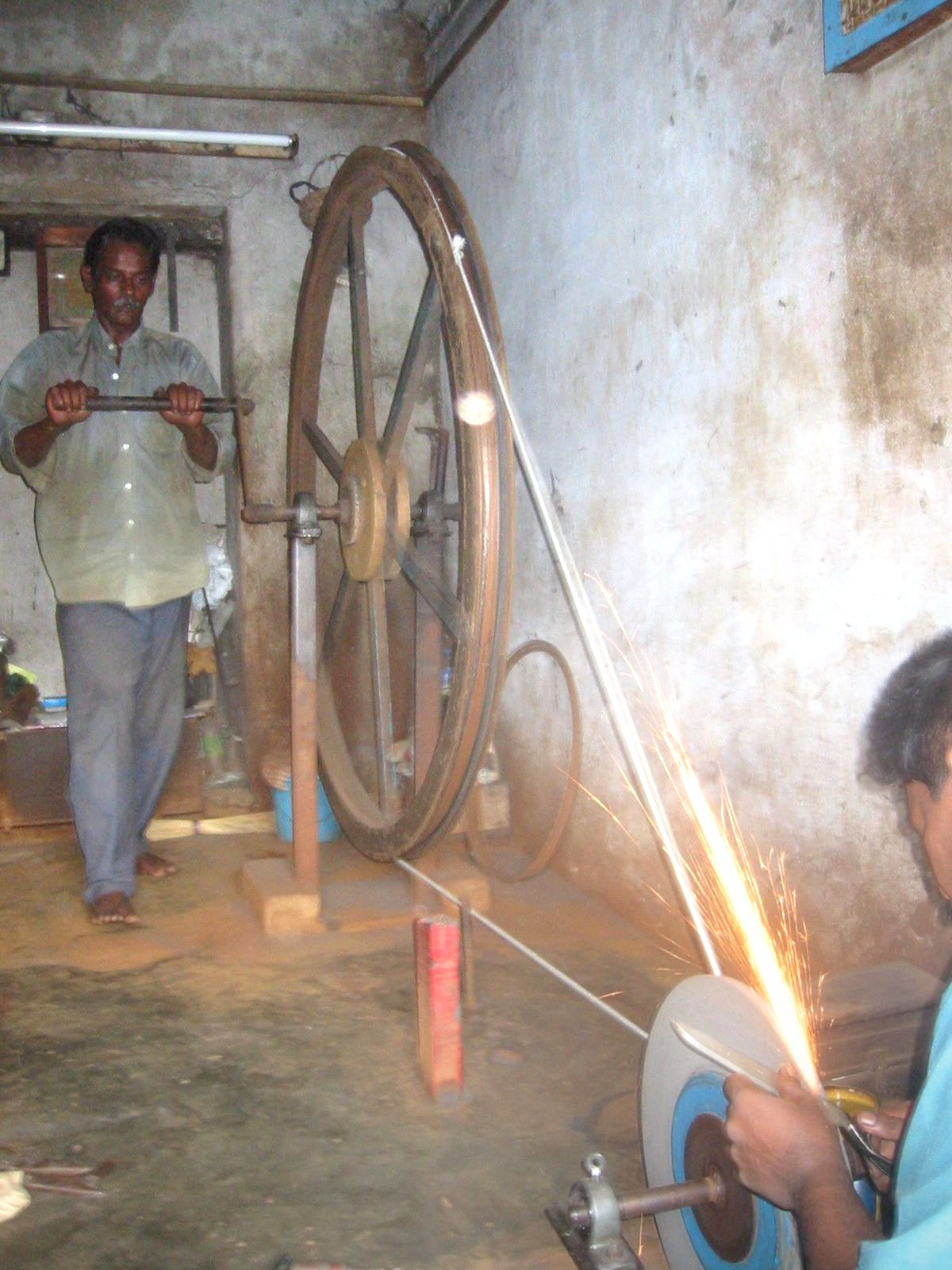
شخص يدير مرفق